# Дървокерамика
Дървокерамика означава произведения от керамика, създадени на базата на дърво, които технически са обработени чрез силикатизация. За изходен материал се използва дърво, което за разлика от много изкуствено създадени материали притежава комплексна микроструктура, налично е в големи количества и се възстановява в природата. Могат да се използват както плътно дърво така и различни материали, произведени на базата на дървото.

## Технология на производство
Процесът на производство на керамика, основана на дърво се състои от следните стъпки:
- Внимателно изсушаване на дървото, за да се намалят до минимум или избягнат изцяло пукнатитините в дървото.
- Пиролиза при температура до 1000°C, при което целулозата, хемицелулозата и лигнина се разграждат и се получава продукт от въглерод.
- Инфилтрация на течен или газообразен силиций в продукта.

### Пиролиза на дървото
Дървото се състои до около 50% от въглерод, свързан в дълги вериги на целулозата и хемицелулозата. Тези вериги са свързани и се дръжат от лигнина като общо образуват клетъчната структура на дървесината. Отделянето на въглерода от структурата на дървесината се извършва чрез термично разлагане на дървото. Термичното разлагане се извършва чрез изключването на кислорода в една инертна атмасфера. Дървото се нагрява с температурен градиент от 1°C/мин до 400-500 °C. При 200-260 °С първо се разлага хемицелулозата, следвана от целулозата при 240-350 °C. Най-накрая се разлага лигнина при температура 280 до 500 °C. Това бавно вдигане на температурата е необходимо за да могат отделяните при разграждането газове да се отделят от порите на дървото без да го разрушават. При достигането на 500-градусовата граница скоростта на повишаването на температурата се увеличава на 10-20 °C до достигането на 800 °C. При този бавен процес на термично разграждане на дървото се достига едно съдържание на въглерод от 25 до 30 тегловни процента от първоначалното тегло. Полученият по този начин чрез пиролиза въглероден модел служи за изходен материал на биоморфна керамика и е копие на дървеното тяло като повтаря и най-малката пукнатина. По време на пиролизата с получава едно свиване по трите оси и така крайният продукт има по-малки размери от началния.

### Инфилтрация

#### Течна инфилтрация (плътна SiC/Si керамика)
Най-често използваният метод е инфилтрирането на силиций в течна форма, извършвано като силицият се втечнява във вакум при температура от >1450°C и е въведена във въглеродната заготовка. Течният силиций прониква благодарение на капилярния ефект в заготовката. Там реагира при отделяне на енергия с въглерода и едновремено с реакцията на силиция с въглерода течния силиций прониква в порите на заготовката ии се получава една твърда керамика от SiC/Si.
Съдържанието на силиций, силициев карбид и въглерод в заготовката, както и разпределението на силиций в порите зависи от преработката, количеството въведения силиций и от микроструктурата на дървената заготовка. 
При необходимост от запазване на порьозната структура на заготовката трябва да се отдели чистия силиций с допълнителна обработка чрез азотна киселина и флуороводород. 

#### Инфилтриране на газ (порьозна SiC-керамика)
При инфилтрацията на газ се подава директно газообразен силиций, при което се получава порьозна керамика, защото силиция достига до свободните въглеродни атоми и се свързва само с тях и порите остават свободни. 

## Свойства на готовия продукт
Механичните свойства на дървокарамиката се различават съществено в зависимост от използваните изходни материали и зависят от порьозността и микроструктурата на готовата керамика. Така например плътна керамика от дъбова заготовка показва по дъбър модул на еластичността от порьозна керамика от заготовка от червен дъб.
Като цяло керамиката базирана на дървена заготовка има следните свайства:
- висока абразивна устойчивост
- Висока твърдост
- Висока химическа и термична устойчивост

## Приложения
Различните възможности за приложение се основават на уникаллните свойства на биоморфната керамика. За това важна роля играе микроструктурата на дървото. Порьозната керамика поради своята порьозност и голямата вътрешна повърхност е подходяща специално за носител на катализатор, преди всичко за високотемпературни катализатори на водород. В медицината тази порьозна биоморфна керамика може да бъде използвана за импланти, тъй като от една страна не е цитотоксична и от друга е биосъвместима. Поради своята топлоустойчивост може да бъде използвана за микрореактори, въздухопречиствателни инсталации за отпадни газове с висока температура или при топлообменници.

## В природата
В природата се откриват вкаменелости, при които в продължение на милиони години природата е променила структурата на дървото чрез замяната не органичните материали целулоза и лигнин с минерални заместители. 
Процесът на вкаменяване се извършва под земята, когато дървото се оказва заровено дълбоко от наноси без достъп на кислород. Богатата на минерали вода преминваща през наносите, внася минерали в клетките на растенията и след като целулозата и лигнина се разпадат, на тяхно място се формира каменна структура, повтаряща първоначалната форма. Запазва се оригиналната микростуктура на дървото. Този процес е продължавал стотици хиляди до милион години. Тези фосили са едни от най-ценните за целите на бижутерията и интериорната архитектура.